# Irene Prador
Irene Prador (Viena, Àustria, 16 de juliol de 1911 - Berlín, Alemanya, 8 de juliol de 1996) nascuda com Irene Peiser, va ser una actriu, escriptora i cantant austríaca de llarga carrera a Alemanya.

## Biografia
Prador fou filla del doctor Alfred Peiser i l'actriu Rose Lissmann, a més a més de ser la germana de l'actriu Lilli Palmer (guanyadora de premis tan prestigiosos com la Coppa Volpi a Itàlia i el Deutscher Filmpreis, a més a més de ser nominada dues vegades per al Golden Globe Award).
Va emigrar a França en 1933 per l'ascens del nazisme i va treballar en diversos cabarés parisencs. Va treballar en cinema i teatre a Anglaterra, Estats Units i Alemanya, actuant en nombroses sèries de televisió britàniques i en la BBC.
Casada amb Jeffery Percy Christian Tooth (1907-1988), va ser mare de dos fills, en Nicolas Alfred Tooth (1940-1988) i l'Andrei Christopher Tooth (1950-1987).

## Filmografia
- 1992: Lovejoy
- 1987: Treacle
- 1981: Mit dem Wind nach Westen (Night Crossing)
- 1978: Holocaust
- 1976: Die Braut donis Satans (To the Devil a Daughter)
- 1975: Die Zuflucht (The Hiding Place)
- 1972: Crown Court
- 1969: A Nice Girl Like Me
- 1962: Simon Templar
- 1961: Das Geheimnis der gelben Narzissen
- 1959: Der Tod hat Verspätung
- 1958: Der Schnorchel
- 1952: Something Money Can't Buy
- 1950: Lilli Marlene
- 1950: The Compelled People
- 1939: Rake’s Progress
- 1937: Ad Lib
- 1937: Let’s Make a Night of It